# 扎韋特市鎮

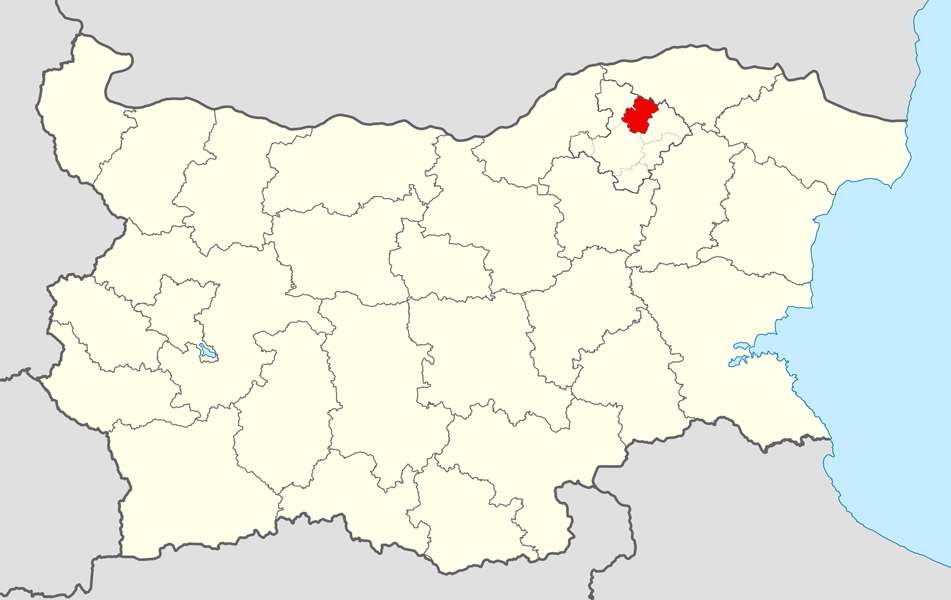

扎韋特市，是保加利亞的城鎮，位於該國東北部，由拉兹格勒州負責管轄，首府設於扎韋特，面積273.88平方公里，2009年人口11,338，人口密度每平方公里41.4人。
43°46′N 26°38′E / 43.767°N 26.633°E